# Communauté de communes Vézère - Causse
Cet article concerne la structure intercommunale du département de la Corrèze. Pour celle du département de la Dordogne, voir Communauté de communes Causses et Vézère.
La communauté de communes Vézère - Causse est une ancienne communauté de communes française située dans le département de la Corrèze, en région Limousin.

## Histoire
Créée le 1er janvier 2002, la communauté de communes Vézère - Causse est dissoute le 31 décembre 2013, ses six communes intégrant le 1er janvier 2014 la communauté d'agglomération du bassin de Brive.

## Composition
Elle regroupait six communes sur les huit que comprenait le canton de Larche :
- Chartrier-Ferrière
- Chasteaux
- Larche
- Lissac-sur-Couze
- Saint-Cernin-de-Larche
- Saint-Pantaléon-de-Larche

## Compétences
- Aménagement de l'espace communautaire.
- Développement économique et touristique.
- Logement social.
- Sport et culture.
- Élimination et valorisation des déchets des ménages et des déchets assimilés.
- Actions en faveur des jeunes et des personnes âgées.
- Défense Incendie Secours.
- Nouvelles technologies de l'information et de la communication.